# マチェイ・ヴィドラ
マチェイ・ヴィドラ（Matěj Vydra チェコ語発音: [ˈmacɛj ˈvɪdra], 1992年5月1日 - ）は、チェコ・ヴィソチナ州ホテボジュ出身のサッカー選手。FCヴィクトリア・プルゼニ所属。チェコ代表。ポジションはフォワード。

## 経歴
2003年からFCヴィソチナ・イフラヴァのユースチームに所属し、2008年にプロデビューを果たした。2010年の冬、FCバニーク・オストラヴァに移籍し、同年夏にイタリアの2009年1月、ウディネーゼ・カルチョに移籍した。2011年にはベルギーのクラブ・ブルッヘにレンタル移籍し、2012年にイングランドのワトフォードFCにレンタル移籍した。
2015年7月1日、ウディネーゼからワトフォードへ5年契約で完全移籍。同年9月1日、オラ・ジョンと共にレディングFCに1年間のローンで加入した。
2016年8月27日、ダービー・カウンティFCと4年契約を結んだ。同シーズンは33試合に出場し5得点を記録した。2017-18シーズンはシャドーストライカーの地位を確立し、ダービーをプレミアリーグ昇格プレーオフにまで引き上げた。しかしチームは2回戦でフラムFCに敗れ昇格は叶わなかった。4月には2部の年間最優秀選手に選出され、年間21得点で得点王にも輝いた。7月、リーズ・ユナイテッドAFCと交渉したが、個人合意しなかった。
2018年8月7日、バーンリーFCと3年契約を結んだ。
2022年、FCヴィクトリア・プルゼニに移籍した。

## 代表歴
チェコ代表として各年代で招集され、2012年にA代表デビューを果たした。

## 個人成績

### 代表での成績
2021年7月3日現在
| チェコ代表 | 国際Aマッチ | 国際Aマッチ |
| 年         | 出場        | 得点        |
| ---------- | ----------- | ----------- |
| 2012       | 4           | 0           |
| 2013       | 5           | 2           |
| 2014       | 6           | 2           |
| 2016       | 5           | 1           |
| 2018       | 4           | 0           |
| 2019       | 2           | 0           |
| 2020       | 6           | 1           |
| 2021       | 14          | 1           |
| 通算       | 46          | 7           |

| # | 開催日         | 会場                               | 対戦国       | 得点 | 結果 | 大会                          |
| - | -------------- | ---------------------------------- | ------------ | ---- | ---- | ----------------------------- |
| 1 | 2013年3月26日  | ハンラペタカン・スタジアム         | アルメニア   | 1–0  | 3–0  | 2014 FIFAワールドカップ予選   |
| 2 | 2013年3月26日  | ハンラペタカン・スタジアム         | アルメニア   | 2–0  | 3–0  | 2014 FIFAワールドカップ予選   |
| 3 | 2014年3月5日   | シノー・ティップ・アレナ           | ノルウェー   | 2–1  | 2–2  | 親善試合                      |
| 4 | 2014年5月21日  | ヘルシンキ・オリンピックスタジアム | フィンランド | 1–1  | 2–2  | 親善試合                      |
| 5 | 2016年3月29日  | フレンズ・アレーナ                 | スウェーデン | 1–1  | 1–1  | 親善試合                      |
| 6 | 2020年10月11日 | サミー・オフェル・スタジアム       | イスラエル   | 2–0  | 2–1  | UEFAネーションズリーグ2020-21 |
| 7 | 2021年9月8日   | トゥサン・アレナ                   | ウクライナ   | 1–1  | 1–1  | 親善試合                      |

## タイトル
個人
- PFAチャンピオンシップ年間ベストイレブン : 2017-18[6]
- EFLチャンピオンシップ得点王 : 2017-18[7]